# Nati nel 1488
| Questa pagina contiene informazioni ricavate automaticamente dalle voci biografiche con l'ausilio del template Bio e di un bot. L'aggiornamento è periodico e automatico e ricostruisce completamente la pagina. Se manca una persona in questa lista, sei pregato di non aggiungerla, ma accertati piuttosto che la sua voce biografica contenga il template Bio e che i dati anagrafici siano correttamente compilati. Se il template Bio manca, inseriscilo tu stesso o, in alternativa, metti l'avviso {{tmp\|Bio}} che ne segnala la mancanza. Se i dati riportati sono sbagliati, correggi direttamente la voce biografica; le modifiche saranno visibili in questa lista entro pochi giorni. Per chiarimenti vedi il progetto biografie. La lista contiene solo le 49 persone che sono citate nell'enciclopedia e per le quali è stato implementato correttamente il template Bio. Pagina aggiornata al 10 ago 2025. |

- 1º gennaio - Magnus I di Sassonia-Lauenburg, duca († 1543)
- 20 gennaio - Giovanni Giorgio del Monferrato, marchese († 1533)
- 20 gennaio - Sebastian Münster, cartografo e cosmografo tedesco († 1552)
- 2 febbraio - Gianfrancesco Gonzaga, nobile italiano († 1524)
- 5 marzo - Mario Nizolio, umanista e filosofo italiano († 1567)
- 9 marzo - Girolamo della Robbia, ceramista italiano († 1566)
- 15 marzo - Ludovico Barbiano da Belgioioso, condottiero italiano († 1530)
- 19 marzo - Giovanni Magno, arcivescovo cattolico, teologo e storico svedese († 1544)
- 21 aprile - Ulrich von Hutten, umanista tedesco († 1523)
- 23 giugno - Carlo Giovanni Amedeo di Savoia, nobile († 1496)
- 29 giugno - Pedro Pacheco Ladrón de Guevara, cardinale e vescovo cattolico spagnolo († 1560)
- 15 luglio - Juan Álvarez de Toledo, cardinale e arcivescovo cattolico spagnolo († 1557)
- 15 agosto - Fernando Colombo, scrittore e geografo italiano († 1539)
- 7 ottobre - Baccio Bandinelli, scultore e pittore italiano († 1560)
- 17 ottobre - Ursula del Brandeburgo, duchessa († 1510)
- 15 dicembre - Ferdinando d'Aragona, principe italiano († 1550)
- Caspar Aquila, teologo tedesco († 1560)
- Alonso Berruguete, pittore, scultore e architetto spagnolo († 1561)
- Achille Bocchi, umanista italiano († 1562)
- Egidio Bossi, giurista italiano († 1546)
- Brandano, predicatore italiano († 1554)
- John Byron, politico e nobile britannico († 1567)
- Joseph ben Ephraim Karo, rabbino, filosofo e giurista spagnolo († 1575)
- Giovanni Caroto, pittore italiano († 1566)
- Caterina di Braunschweig-Lüneburg, nobile tedesca († 1563)
- Date Tanemune, militare giapponese († 1565)
- Luis de Cardona, arcivescovo cattolico spagnolo († 1532)
- Georges II d'Amboise, cardinale e arcivescovo cattolico francese († 1550)
- Germana de Foix, regina († 1536)
- Giovanni da Nola, scultore e architetto italiano († 1558)
- Glareano, umanista, poeta e teorico musicale svizzero († 1563)
- Camilla Gonzaga, nobildonna italiana († 1529)
- Eleonora Gonzaga, nobildonna italiana († 1512)
- Bartolomeo Marliani, archeologo, topografo e antiquario italiano († 1566)
- Camillo Pardo Orsini, conte italiano († 1553)
- Giovan Francesco Penni, pittore italiano († 1528)
- Mariano Santo, medico italiano († 1577)
- Madre Shipton, inglese († 1561)
- Jan Tarnowski, polacco († 1561)
- Francesco Taverna, nobile, politico e diplomatico italiano († 1560)
- André Tiraqueau, magistrato, giurista e umanista francese († 1558)
- Gustav Trolle, arcivescovo cattolico svedese († 1535)
- Uesugi Tomooki, militare giapponese († 1537)
- Vlad V cel Tânăr, principe († 1512)
- Yang Shen, poeta cinese († 1559)
- György Zápolya, generale e nobile ungherese († 1526)
- Fra Paolino da Pistoia, pittore italiano († 1547)
- Alonso de Covarrubias, architetto e scultore spagnolo († 1570)
- Frederic de Santcliment, nobile e politico spagnolo († 1532)